# Gouverneur (Nowy Jork)
Gouverneur – miasto w Stanach Zjednoczonych, w stanie Nowy Jork, w hrabstwie St. Lawrence.